# Henryk Stanisław Mościcki
Henryk Stanisław Mościcki (17 października 1881 w Ciechanowcu, zm. 13 grudnia 1952 w Krakowie) – polski historyk, profesor Uniwersytetu Warszawskiego i Jagiellońskiego, członek Polskiej Akademii Umiejętności.

## Życiorys
Był synem Władysława (farmaceuty) i Stanisławy z Niedziałkowskich. Uczęszczał do gimnazjum w Białymstoku, w latach 1902–1906 studiował historię na Uniwersytecie Lwowskim, m.in. pod kierunkiem Szymona Askenazego i Ludwika Finkla. Od 1906 był profesorem historii w Seminarium dla Nauczycieli Ludowych w Ursynowie, od 1916 dyrektorem tej szkoły. Był pracownikiem Komisji Przygotowującej Ustawę i Program Szkoły Rycerskiej im. Tadeusza Kościuszki Tymczasowej Rady Stanu. Kierował Katedrą Historii Polski na Wydziale Humanistycznym Towarzystwa Kursów Naukowych w Warszawie (1909–1918), następnie w Wolnej Wszechnicy Polskiej (1918–1930). W latach 1916–1920 wykładał zagadnienia polityki carskiej w XIX-wiecznej Polsce w Szkole Nauk Politycznych w Warszawie. W 1920 habilitował się z historii nowożytnej Polski na Uniwersytecie Jagiellońskim, był docentem w Katedrze Historii Polski i Litwy Uniwersytetu Stefana Batorego w Wilnie (1920–1921), a od 1921 w Katedrze Historii Polski Nowożytnej Uniwersytetu Warszawskiego. Poza pracą na uczelni był naczelnikiem Wydziału Historyczno-Naukowego w Ministerstwie Spraw Zagranicznych (1918–1934). W 1936 został profesorem tytularnym Uniwersytetu Warszawskiego.
W 1918 został członkiem rzeczywistym Towarzystwa Naukowego Warszawskiego, w 1945 członkiem korespondentem Polskiej Akademii Umiejętności. Należał także m.in. do Towarzystwa Przyjaciół Nauk w Wilnie.
W czasie okupacji niemieckiej mieszkał w Warszawie. W 1944 był więziony na Pawiaku i we Wrocławiu, po powstaniu warszawskim przeniósł się do Krakowa. Po wojnie był profesorem Uniwersytetu Jagiellońskiego, pracował w Katedrze Historii Polski Nowożytnej i Najnowszej. W 1947 organizował obchody Roku Kościuszkowskiego w Krakowie.
Został pochowany na cmentarzu Rakowickim w Krakowie (kwatera JC-płn-3).

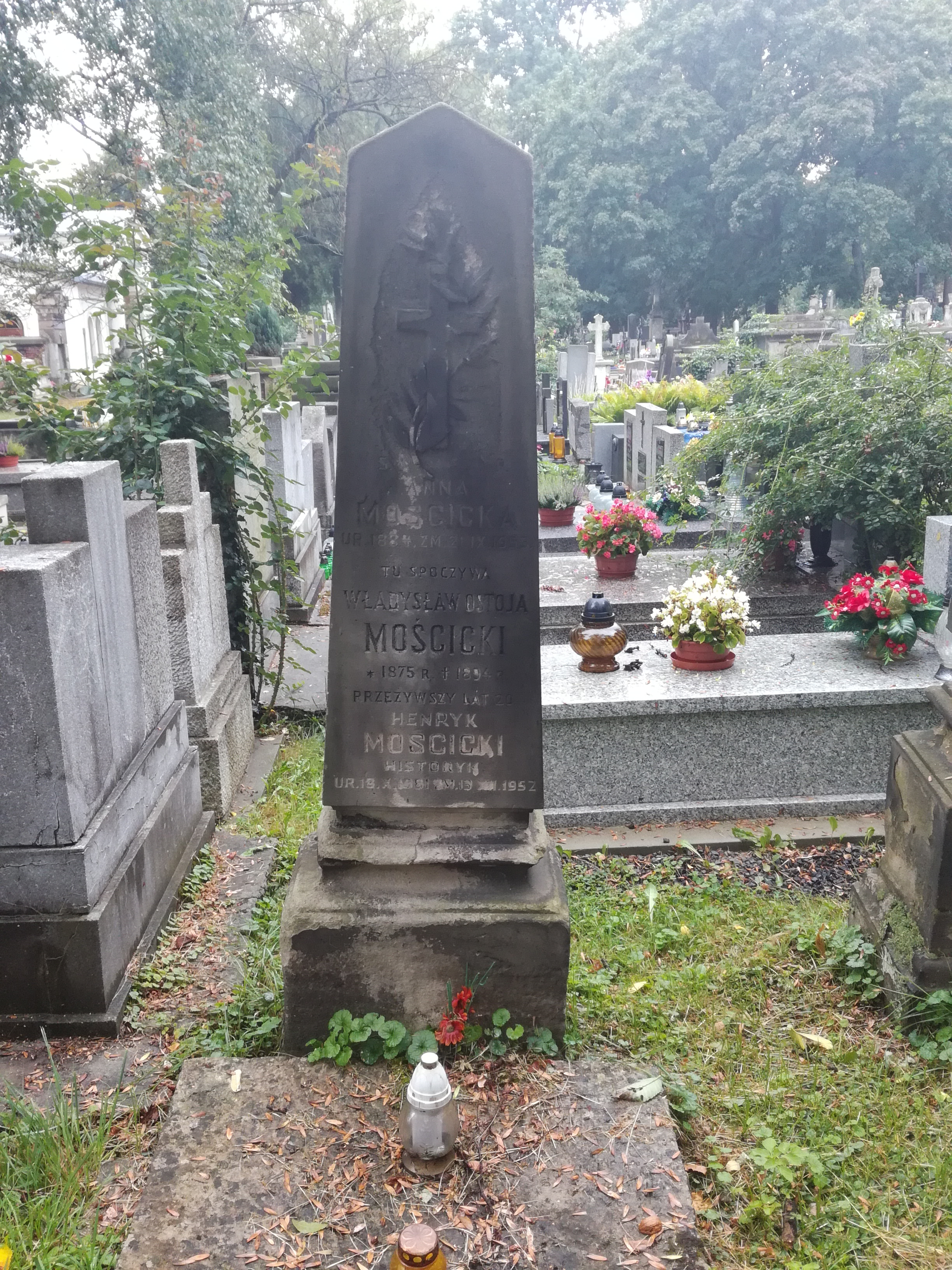
Grób prof. Henryka Mościckiego na cmentarzu Rakowickim

## Twórczość
W poglądach politycznych sympatyzował z sanacją, był przeciwnikiem endecji oraz umiarkowanym antyklerykałem.
Jego zainteresowania naukowe obejmowały historię Polski XIX wieku, historię Europy Wschodniej XVIII i XIX wieku oraz biografistykę. Zajmował się m.in. stosunkami polsko-litewskimi w latach 1815–1830 oraz rządami Michaiła Murawjewa na Litwie w okresie powstania styczniowego. Badał kontakty patriotycznej młodzieży wileńskiej z tajnymi związkami w Królestwie Polskim i dekabrystami (poświęcił temu pracę Promieniści, filomaci i filareci, 1916). Był autorem wielu biografii postaci historii Polski przełomu XVIII i XIX wieku, m.in. Jana Henryka Dąbrowskiego, Jana Kilińskiego, Szymona Konarskiego, Tadeusza Kościuszki, Józefa Wybickiego; wydał wiele pamiętników, m.in. Józefa Wybickiego (1905), a także Trzy po trzy Aleksandra Fredry (1917), Listy (1917) i Pisma (1947) Tadeusza Kościuszki. Przygotował do wydania zbiór materiałów do dziejów Legionów Polskich we Włoszech Ludzie wolni są braćmi (1947). Był autorem przedmów do powieści historycznych Walerego Przyborowskiego. Współpracował z pismami „Tygodnik Ilustrowany” i „Kwartalnik Historyczny” oraz Polskim Radiem. Jednym z jego studentów był Stanisław Herbst.
Był autorem wielu publikacji naukowych, m.in.:
- Wilno i Warszawa w „Dziadach” Mickiewicza. Tło historyczne III części „Dziadów” (1908)
- Dzieje porozbiorowe Litwy i Rusi (1910–1913, 2 tomy)
- Generał Jasiński i powstanie kościuszkowskie (1917)
- Jan Kiliński szewc warszawski, pułkownik wojsk polskich (1919)
- WILNO – dzieje miasta, piękno Wilna, kulturalna godność Wilna (1922)
- Pozgonna część dla księcia Józefa (1922)
- Dzieje porozbiorowe Polski w aktach i dokumentach, 1772–1807 (1923)
- Pod berłem carów (1924)
- Białystok. Zarys historyczny (1933)
- Historia XX wieku (1934, z Janem Cynarskim)
- Historiografia powstania styczniowego ostatnich lat piętnastu (1938)

## Ordery i odznaczenia
- Krzyż Kawalerski Orderu Odrodzenia Polski (9 listopada 1932)[4]
- Medal Dziesięciolecia Odzyskanej Niepodległości[5]
- Krzyż Komandorski z Gwiazdą Orderu św. Sawy (Jugosławia)[5]
- Krzyż Komandorski z Gwiazdą Orderu Zasługi (Węgry)[5]
- Krzyż Złoty Orderu Zbawiciela (Grecja)[6]